# Best of You
"Best of You" (tạm dịch: Nét đẹp nhất của bạn) là bài hát của ban nhạc Alternative rock Mỹ Foo Fighters và là đĩa đơn đầu tiên được phát hành từ album phòng thu thứ năm của họ, In Your Honor (2005).

## Danh sách Track
| CD1 | CD1                                                        | CD1        |
| STT | Nhan đề                                                    | Thời lượng |
| --- | ---------------------------------------------------------- | ---------- |
| 1.  | "Best of You"                                              | 4:16       |
| 2.  | "I'm in Love with a German Film Star" (The Passions cover) | 4:21       |

| CD2 | CD2                                     | CD2        |
| STT | Nhan đề                                 | Thời lượng |
| --- | --------------------------------------- | ---------- |
| 1.  | "Best of You"                           | 4:16       |
| 2.  | "FFL"                                   | 2:31       |
| 3.  | "Kiss the Bottle" (Jawbreaker cover)    | 4:04       |
| 4.  | "What an Honour (interview video clip)" |            |

| 7" vinyl | 7" vinyl      | 7" vinyl   |
| STT      | Nhan đề       | Thời lượng |
| -------- | ------------- | ---------- |
| 1.       | "Best of You" | 4:16       |
| 2.       | "Spill"       | 3:30       |

## Thành viên thực hiện
- Dave Grohl - Hát chính, rhythm guitar
- Chris Shiflett - guitar chính
- Nate Mendel - guitar bass
- Taylor Hawkins - trống

## Xếp hạng và chứng nhận

### Xếp hạng
| Xếp hạng (2005)                      | Vị trí cao nhất |
| ------------------------------------ | --------------- |
| Úc (ARIA)                            | 5               |
| Bỉ (Ultratip Flanders)               | 3               |
| Bỉ (Ultratip Wallonia)               | 11              |
| Ireland (IRMA)                       | 20              |
| Ý (FIMI)                             | 36              |
| Hà Lan (Single Top 100)              | 94              |
| New Zealand (Recorded Music NZ)      | 38              |
| Na Uy (VG-lista)                     | 23              |
| Thụy Điển (Sverigetopplistan)        | 41              |
| Anh Quốc (OCC)                       | 4               |
| Hoa Kỳ Billboard Hot 100             | 18              |
| Hoa Kỳ Alternative Songs (Billboard) | 1               |
| Hoa Kỳ Mainstream Rock (Billboard)   | 1               |
| Hoa Kỳ Pop Airplay (Billboard)       | 20              |
| Hoa Kỳ Adult Pop Airplay (Billboard) | 38              |

| Xếp hạng (2012)        | Vị trí cao nhất |
| ---------------------- | --------------- |
| Áo (Ö3 Austria Top 40) | 74              |
| Đức (GfK)              | 85              |

### Chứng nhận
| Quốc gia                                 | Chứng nhận | Số đơn vị/doanh số chứng nhận |
| ---------------------------------------- | ---------- | ----------------------------- |
| Úc (ARIA)                                | Bạch kim   | 70.000^                       |
| Canada (Music Canada)                    | Vàng       | 40,000^                       |
| Anh Quốc (BPI)                           | Bạc        | 200.000^                      |
| Hoa Kỳ (RIAA)                            | Bạch kim   | 1.000.000^                    |
| * Chứng nhận dựa theo doanh số tiêu thụ. |            |                               |